# Bilderverbot

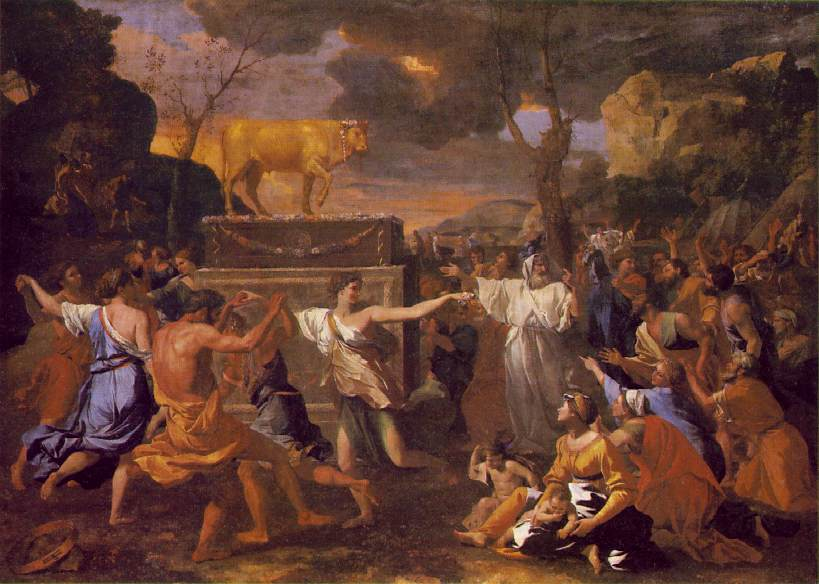
Die Anbetung des goldenen Kalbes, Nicolas Poussin (1633–1636)

Ein Bilderverbot oder Abbildungsverbot aus religiösen Gründen untersagt bildliche Darstellungen, die Reichweite kann sich auf die Abbildungen von Göttern und Götzen, bestimmten Menschen oder auch auf Darstellungen aller Geschöpfe erstrecken. Die Vorschriften bzw. Klischees solcher Verbote entspringen in der Regel monotheistischen Religionen.

## Überblick
In der Weltgeschichte gab es immer wieder Religionen, die Götter (oft massenhaft) bildlich darstellten und solche, die Bilderverbote aussprachen und praktizierten. Die älteste überlieferte monotheistische Religion, die des Pharao Echnaton, kannte kein Abbildungsverbot. Sie setzte die bildliche Darstellung mit Stiländerungen fort.
Die Römer und Griechen des Altertums hatten eine polytheistische Religion und stellten ihre Götter bildlich (menschenähnlich) dar, so wie auch etwa im Hinduismus. Der sagenhafte zweite römische König Numa Pompilius kannte der Überlieferung nach noch keine Götterbilder.
Von den Germanen, deren Religion auch polytheistisch war, heißt es zwar bei Tacitus: „Übrigens finden sie es der Größe der Himmlischen nicht angemessen, die Götter in Tempelwände zu bannen oder sie irgendwie menschlichen Zügen ähnlich darzustellen“. Tatsächlich findet man aber nördlich der Alpen (lange bevor sich das Christentum durchsetzte) Bildnisse (Felsritzungen) und hölzerne Skulpturen (Moorfunde), die vermutlich Götter darstellen.
Im Judentum, Islam und Zoroastrismus gibt es restriktive Bilderverbote. Bis auf sehr wenige Ausnahmen finden sich in Synagogen und Moscheen weder Darstellungen Gottes, noch von Religionsstiftern, Menschen oder Tieren. Im Islam sind kalligrafische Schriftzüge, geometrische Muster und Pflanzenornamentik verbreitet.
Im Christentum gibt es heute überwiegend kein Bilderverbot mehr, nur in Teilen des Protestantismus (vor allem in der kalvinistischen reformierten Kirche) und der Assyrischen Kirche (zeitweise auch in der orthodoxen Kirche) finden sich solche.

## Tanach

### Ein bildloser Gott?
Im Tanach finden sich neben Traditionen der Bildlosigkeit (Mazzeben, Cherubenthron, Lade) auch Spuren von einer bildhaften Verehrung Gottes, vor allem, wenn man bestimmte Stellen mit archäologischen Funden kombiniert. Zu der Frage, ob Adonai ein Bild hatte, können mindestens die folgenden Punkte bedacht werden:
- Stierbilder in Bethel und Dan
- Adonai-Bild in Samaria
- Adonai-Bild in Jerusalem
- Thronwagen mit Götterpaar (750–620 v. Chr.)
- Jehud-Drachme (4. Jahrhundert v. Chr.)

Die Stierbilder sind laut 1. Könige 12  eine Folge der Reichsteilung. Jerobeam I. möchte die religiöse Abhängigkeit von Jerusalem und damit auch vom König des Südreiches Rehabeam lockern. Daher bietet er zwei alternative Heiligtümer im Nordreich an, die je mit einem Stierbild ausgestattet werden. Die Stiere werden mit dem Gott identifiziert, der das Volk aus Ägypten geführt hat (vgl. auch Exodus 32 ). Gegen die Ansicht, dass es sich bei den Stieren lediglich um Postamente handle, über denen der unsichtbare Gott throne, führt Bauks das Argument ins Feld, dass es kein Epitheton „JHWH der Stierthroner“ gebe, wohingegen „JHWH der Kerubenthroner“ bekannt ist.
Ein Adonai-Bild in Samaria kann dadurch erschlossen werden, dass auf dem Nimrudprisma der Sieg Sargons II. wie folgt kommentiert wird: „die Götter, auf die sie vertrauten, zählte ich zur Beute“. Eine exemplarische bildliche Darstellung eines solchen Vorgangs findet sich auf einem Wandrelief bei Tiglat Pileser III., auf dem verschiedene Götterfiguren besiegter Völker abtransportiert werden. Die konkrete Beute-Nahme würde eine figürliche Abbildung Gottes voraussetzen. Hinzu kommt der Fund von Kuntillet Ajrud, auf dem zwei Gottheiten dargestellt sind, die entweder auf Bes oder Adonai mit seiner Gattin (Aschera) schließen lassen. Auf demselben Pithos befindet sich auch die Inschrift „JHWH von Samaria und seine Aschera“.
Ein Adonai-Bild in Jerusalem kann ebenso nur indirekt erschlossen werden. Manche Ausleger sehen in Psalm 24,7–10  und Psalm 68,25–26  Anspielungen auf eine Kultprozession, bei der ein Götterbild feierlich in den Tempel getragen wurde.
Der Thronwagen mit Götterpaar (750–620 v. Chr.) aus Tell Bet Mirsim wird teilweise mit Adonai und seiner Aschera in Verbindung gebracht.
Eine Jehud-Drachme (4. Jh. v. Chr.) mit der Beischrift Jh(w) (= JHWH) oder Jh(d) (= Jehud) wurde mit einer Zeus-ähnlichen Abbildung Adonais identifiziert, worauf Adonai als Himmelsgott mit Flügelrad von Falke porträtiert ist.

### Das mosaische Bilderverbot

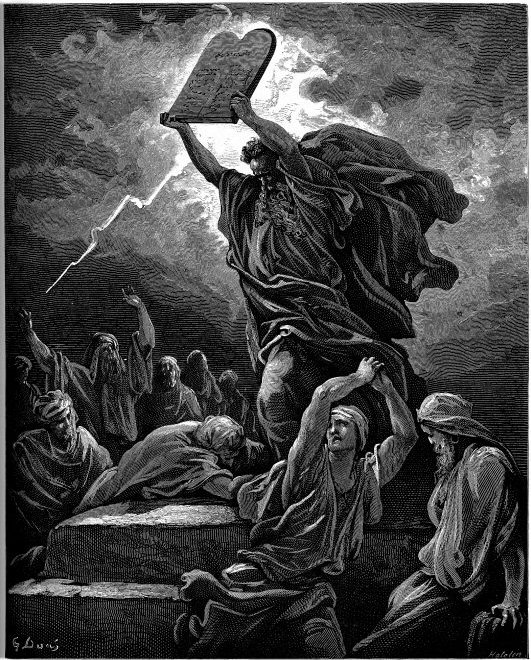
Mose mit den Gesetzestafeln

Die zehn Gebote beginnen mit dem ersten Bildnisverbot im Tanach:

„Dann sprach Gott alle diese Worte: Ich bin der HERR, dein Gott, der dich aus dem Land Ägypten geführt hat, aus dem Sklavenhaus. Du sollst neben mir keine anderen Götter haben. Du sollst dir kein Kultbild machen und keine Gestalt von irgendetwas am Himmel droben, auf der Erde unten oder im Wasser unter der Erde. Du sollst dich nicht vor ihnen niederwerfen und ihnen nicht dienen. Denn ich bin der HERR, dein Gott, ein eifersüchtiger Gott: Ich suche die Schuld der Väter an den Kindern heim, an der dritten und vierten Generation, bei denen, die mich hassen; doch ich erweise Tausenden meine Huld bei denen, die mich lieben und meine Gebote bewahren.“

Deutlicher wird aus der lateinischen Fassung der Vulgata, was unter dem „Bildnis“ zu verstehen ist: non facies tibi sculptile neque omnem similitudinem quae est in caelo desuper et quae in terra deorsum nec eorum quae sunt in aquis sub terra. Es geht hier also um eine aus Stein gehauene oder aus Holz geschnitzte Götzenstatue, die der Anbetung dient. Die Vulgata orientiert sich insoweit präziser am hebräischen Text:
לא תעשה־לך פסל וכל־תמונה אשר בשמים ממעל ואשר בארץ מתחת ואשר במים מתחת לארץ
פסל ist wörtlich mit Skulptur, Statue zu übersetzen. Im Pentateuch finden sich zahlreiche weitere Textstellen, die sich mit dem Bilderverbot beschäftigen:

„Nehmt euch um eures Lebens willen gut in Acht! Denn eine Gestalt habt ihr an dem Tag, als der Herr am Horeb mitten aus dem Feuer zu euch sprach, nicht gesehen. Lauft nicht in euer Verderben und macht euch kein Gottesbildnis, das irgendetwas darstellt, keine Statue, kein Abbild eines männlichen oder weiblichen Wesens, kein Abbild irgendeines Tiers, das auf der Erde lebt, kein Abbild irgendeines gefiederten Vogels, der am Himmel fliegt, kein Abbild irgendeines Tiers, das am Boden kriecht, und kein Abbild irgendeines Meerestieres im Wasser unter der Erde. Wenn du die Augen zum Himmel erhebst und das ganze Himmelsheer siehst, die Sonne, den Mond und die Sterne, dann lass dich nicht verführen! Du sollst dich nicht vor ihnen niederwerfen und ihnen nicht dienen. Der Herr, dein Gott, hat sie allen anderen Völkern überall unter dem Himmel zugewiesen.“

Jedoch ließ Mose die Bundeslade mit zwei Cherubim verzieren und schuf außerdem auf Anweisung Gottes die eherne Schlange, die König Hiskia zerstören ließ.

### Der unaussprechliche Name Gottes
Das Bilderverbot hat dabei eine Parallele in der Weigerung Gottes, seinen Namen preiszugeben:

„Da sagte Mose zu Gott: Gut, ich werde also zu den Israeliten kommen und ihnen sagen: Der Gott eurer Väter hat mich zu euch gesandt. Da werden sie mich fragen: Wie heißt er? Was soll ich ihnen darauf sagen? Da antwortete Gott dem Mose: Ich bin der ‚Ich-bin-da‘. Und er fuhr fort: So sollst du zu den Israeliten sagen: Der ‚Ich-bin-da‘ hat mich zu euch gesandt. Weiter sprach Gott zu Mose: So sag zu den Israeliten: Jahwe, der Gott eurer Väter, der Gott Abrahams, der Gott Isaaks und der Gott Jakobs, hat mich zu euch gesandt. Das ist mein Name für immer und so wird man mich nennen in allen Generationen. (Ex 3,13–15 )“

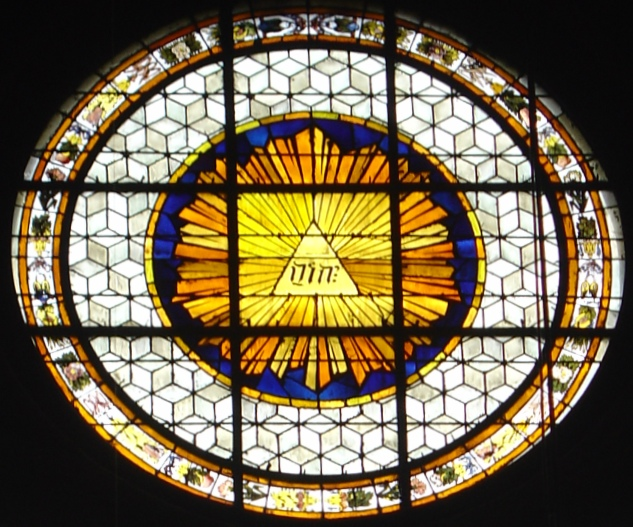
JHWH

Die Übersetzung dieser Textstelle bereitete erhebliche Probleme. In der Vulgata wird die Stelle in Vers 14 in der Gegenwartsform übersetzt: dixit Deus ad Mosen ego sum qui sum ait sic dices filiis Israhel qui est misit me ad vos („ich bin, der ich bin“). Die althebräische Grammatik kennt jedoch nur zwei Zeitformen, womit Vergangenheit oder Zukunft ausgedrückt werden. Der Gottesname JHWH klingt an das hebräische Wort haja an, „sein“, „existieren“. Nach Erich Fromm sei die Nennung des Namens Gottes am besten mit „Mein Name ist Namenlos“ zu übersetzen.

## Buch der Weisheit
Im Buch der Weisheit, das nicht in den jüdischen Kanon aufgenommen wurde, findet sich ein Erklärungsversuch für die Entstehung der Bilderverehrung bei den anderen Völkern. Es wird als Teil der Septuaginta von Katholiken und orthodoxen Christen, nicht aber von Protestanten, zum Alten Testament gerechnet:

„Bedrückt durch allzu frühe Trauer ließ ein Vater von seinem Kind, das gar schnell hinweggerafft wurde, ein Bildnis machen; so ehrte er einen toten Menschen als Gott und führte bei seinen Leuten geheime Kulte und festliche Bräuche ein. Im Lauf der Zeit verfestigte sich die frevelhafte Sitte und wurde schließlich als Gesetz befolgt; die Standbilder erhielten auf Anordnung der Herrscher göttliche Verehrung. Konnten die Menschen einen König nicht unmittelbar ehren, weil er weit weg wohnte, dann vergegenwärtigten sie den Fernen; sie machten von dem verehrten König ein Bildnis, das allen sichtbar war, um dem Abwesenden, als ob er gegenwärtig wäre, mit Eifer zu huldigen. Der Ehrgeiz des Künstlers führte dazu, dass auch jene, die den König gar nicht kannten, ihm göttliche Verehrung erwiesen. Wohl um dem Herrscher zu gefallen, bot er seine ganze Kunst auf, um ihn schöner darzustellen, als er war. Von der Anmut des Bildes hingerissen, betete die Menge den, der noch kurz zuvor nur als Mensch geehrt wurde, jetzt wie einen Gott an. Der Welt ist dies zum Verhängnis geworden: Die Menschen haben, unter dem Druck von Unglück oder Herrschermacht, Stein und Holz den Namen beigelegt, der mit niemand geteilt werden kann.“

## Christentum

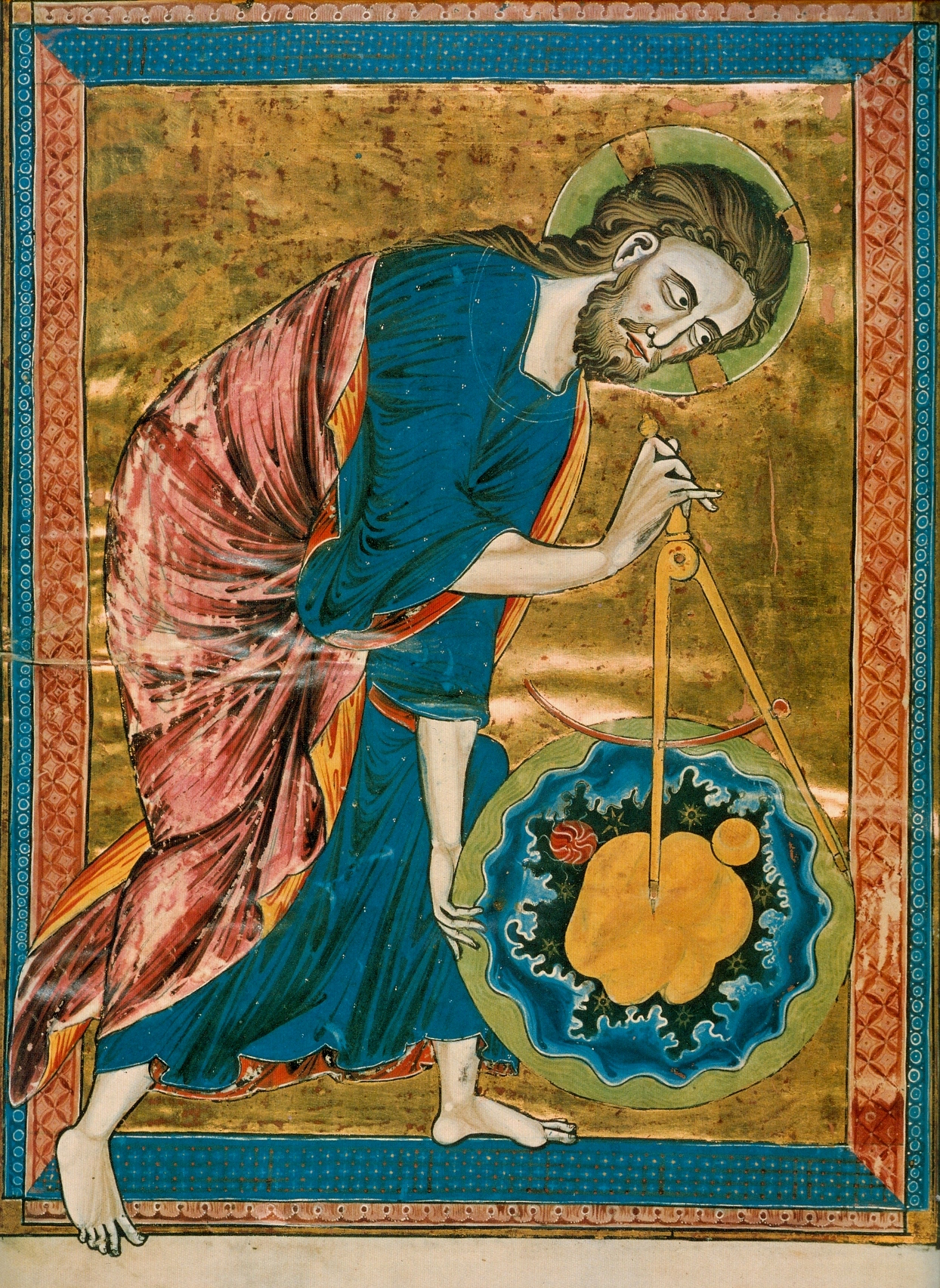
Darstellung Christi als Geometer. Miniatur aus einer französischen Bible moralisée, 13. Jahrhundert

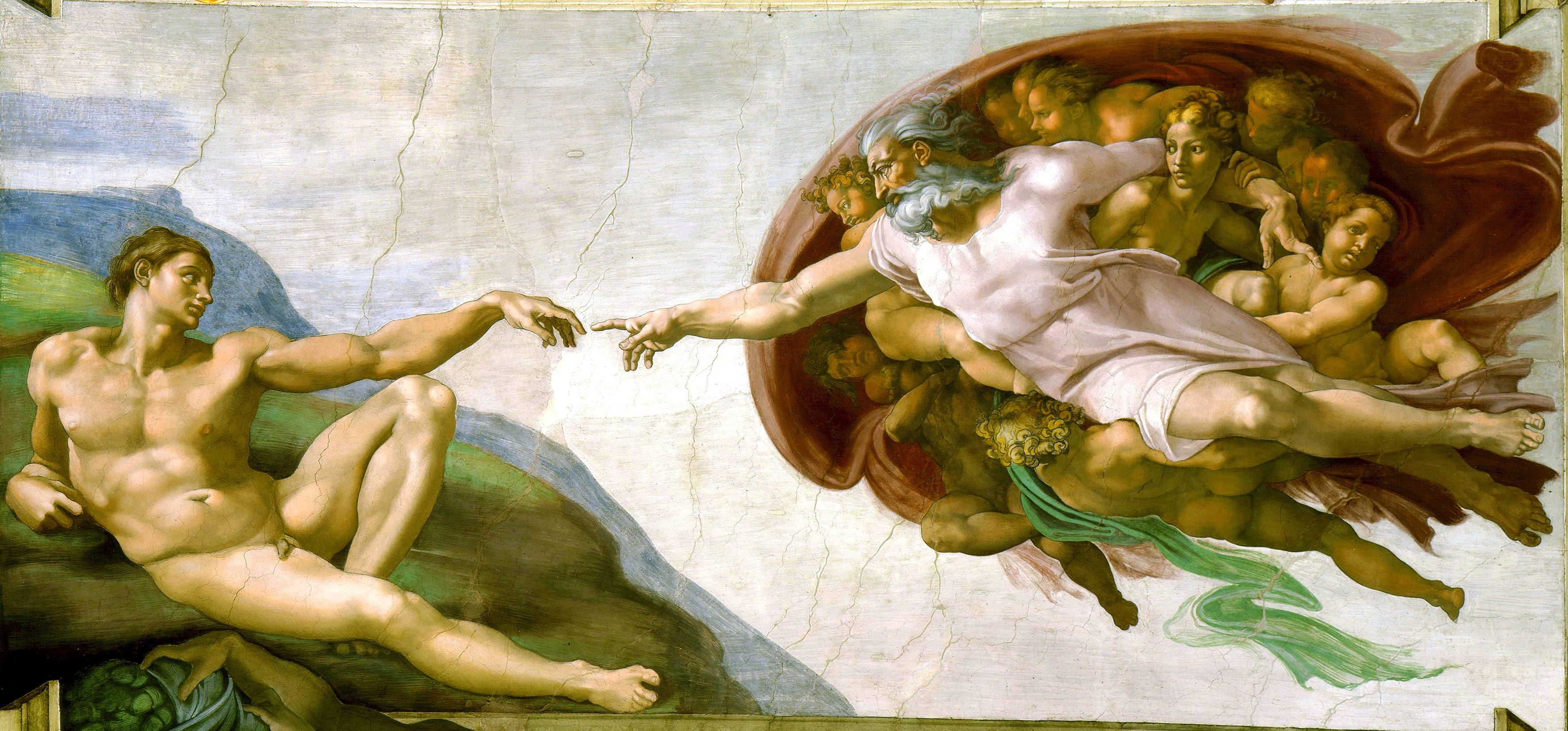
Die Erschaffung Adams. Dargestellt wird, wie Gottvater mit ausgestrecktem Zeigefinger Adam zum Leben erweckt

### Frühes Christentum
Ab dem 3. Jahrhundert beschäftigte sich die christliche Kirche mit der Kunst. Unter Berufung auf das Bilderverbot im Alten Testament wurde teilweise jede religiöse Kunst schroff abgelehnt. Um 380 legten die apostolischen Konstitutionen fest, dass Maler, Dirnen, Bordellbetreiber, Schauspieler und Faustkämpfer zuerst ihren Beruf aufgeben müssten, um in die Kirche aufgenommen werden zu können.
Dieser Standpunkt wurde aber nicht einheitlich vertreten. Gregor von Nazianz und Asterios von Amasea wandten sich Ende des 4. Jahrhunderts gegen Darstellungen Jesu, weil dieser nicht angemessen abgebildet werden könne. Ein generelles Bilderverbot wurde von ihnen aber nicht vertreten. Andere Theologen begrüßten bildliche Darstellungen, um die Inhalte der Bibel auch den ungebildeten Bevölkerungsschichten vermitteln zu können, welche des Lesens häufig nicht fähig waren. Dazu gehörten um 400 etwa Basileios der Große, Gregor von Nyssa und Neilos von Ankyra. Ein ernsthafter Streit entstand daraus zu dieser Zeit noch nicht; Basilius der Große und sein jüngster Bruder Gregor von Nyssa waren mit Gregor von Nazianz eng befreundet.
Ab dem 6. Jahrhundert kam es im Byzantinischen Reich wieder verstärkt zur Ablehnung der Bilder, während die unter arabischer Herrschaft stehenden Patriarchate (Antiochia, Jerusalem und Alexandria) und der Papst weiterhin Künstler förderten. Die Flucht zahlreicher Künstler nach Rom führte dort zu einer kulturellen Belebung.

### Byzanz
Hauptartikel: Byzantinischer Bilderstreit
Im Byzantinischen Reich kam es zu zwei rigorosen Phasen, in denen mit der Unterstützung der Kaiser alle Bilder aus den Kirchen entfernt und jede Neuherstellung unter Strafe verboten wurde. In der Mitte des 8. Jahrhunderts setzten sich die Kaiser Leo III. und Konstantin V. für Bilderverbote ein. Nach einer liberalen Zwischenzeit kam es dann nochmals in der ersten Hälfte des 9. Jahrhunderts unter Leo V. zu entsprechenden Verboten.

### Reformation
Hauptartikel: Reformatorischer Bildersturm
Der Umgang mit Bildern war in der Reformation heftig umstritten. Zunächst stellte sich bei der Aneignung katholischer Gotteshäuser durch die Protestanten die Frage, ob man nur Heiligenfiguren und ‑darstellungen entfernen oder die Kirchen völlig ausräumen solle. Während Martin Luther und seine Anhänger besonders nach ihrer Erfahrung mit den Verheerungen und Exzessen des Bildersturms solche Bilder, die mit den reformatorischen Glaubensinhalten konform gingen, religiös legitimierten, verwarfen Zwingli und Calvin sämtliche bildlichen Darstellungen in Gottesdiensträumen oder zu sonstigem religiösen Gebrauch.

## Islam
Hauptartikel: Bilderverbot im Islam
Im Koran findet man kein Bilderverbot. Allerdings lassen sich bereits zu Beginn des 8. Jahrhunderts Überlieferungen nachweisen, die wegen der ausschließlichen Schöpferrolle Gottes von Menschen hergestellte Bilder verbieten wollten. Nach der Lehre einiger islamischen Rechtsschulen ist die Abbildung Gottes oder von Lebewesen mit der Einheit Gottes unvereinbar. Wenn ein Künstler diesen Schöpfungsakt durch ein Bild wiederholen würde, so käme dies einem Anzweifeln des Schöpfers gleich. Im Jahr 722 kam es zu einem Bildersturm unter dem Kalifen Yazîd II.
Auf Münzen erschienen bereits früh Bildnisse der Kalifen. Malerei und Skulpturen wurden mit bildlichen Darstellungen in den Dienst des Hofes gestellt. Damit wurde das Bilderverbot relativiert. Heute bezieht es sich im Wesentlichen auf die Zulässigkeit der Abbildung und die Frage der Abbildbarkeit Gottes sowie auf ikonografische Porträts von Menschen und Tieren in Moscheen. Die Frage der Zulässigkeit von fotografischen Darstellungen von Lebewesen im religiösen Bereich wird innerhalb des Islam seit dem 19. Jahrhundert kontrovers diskutiert.

## Kulturgeschichtliche Bedeutung
Das mosaische Bilderverbot diente der Abgrenzung der als Hirtenreligion konzipierten mosaischen Religion gegenüber der Bauernreligion im kanaanitischen Umfeld, die keine derartigen Verbote kannte. Es sollte die Bilderverehrung verhindern und der verpönten Magie ein Werkzeug entziehen. Mit der Auffassung Gottes jenseits von Form und Bild vermied die Priesterschaft nicht nur Aberglauben, sondern auch jede darstellende Form von Anthropomorphismus. Es handelte sich um den ersten bekannten Versuch, die bis dahin auf bildhafte Darstellungen (als Hiero- und Piktogramme) angewiesene Religion auf Wortüberlieferung bzw. die etwa zeitgleich erfundene, auch abstrakte Gedanken wiedergebende Buchstabenschrift festzulegen, wodurch die mosaische Religion zur ersten Buchreligion wurde.

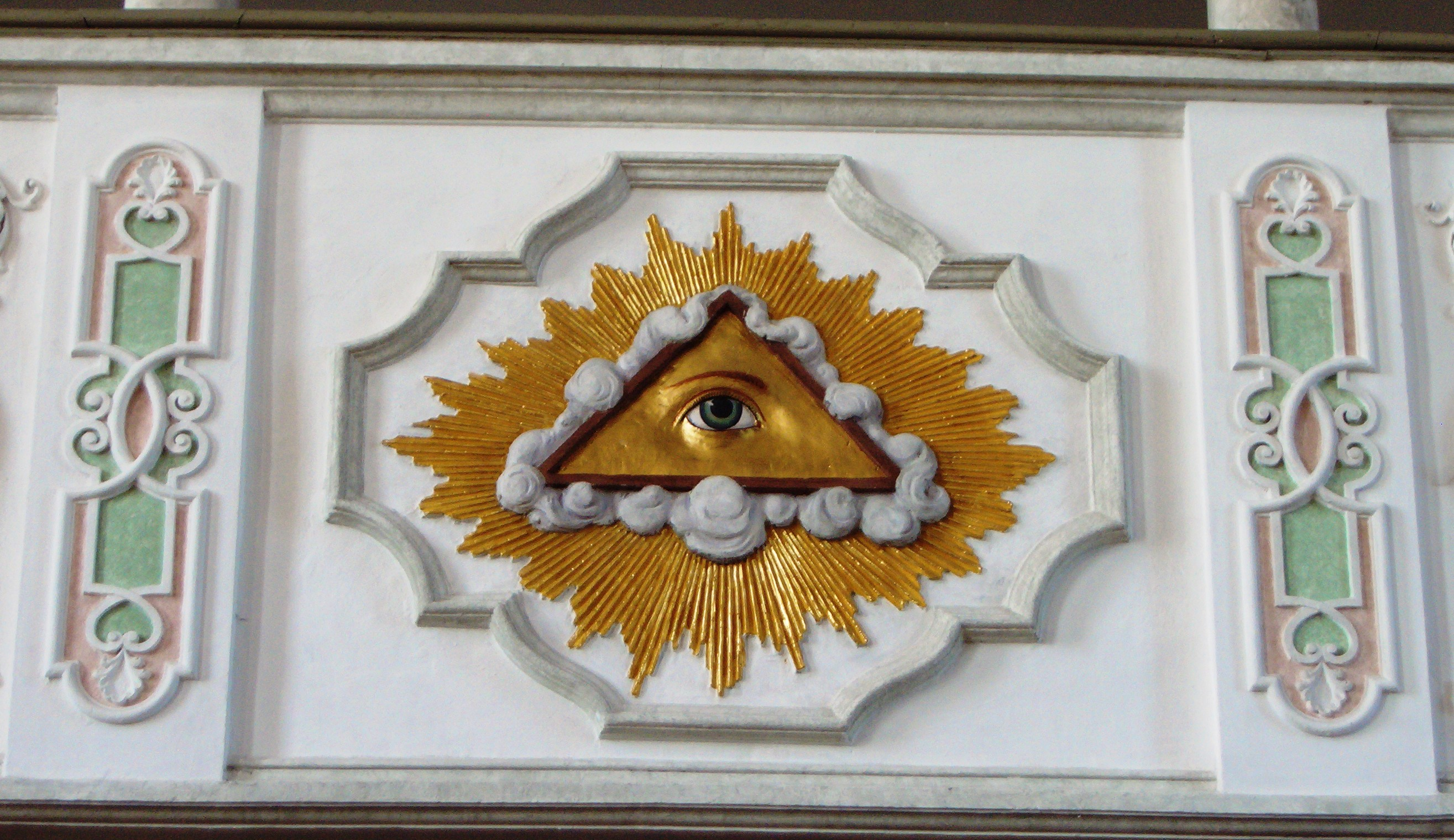
Der nicht Abbildbare

In seiner Abhandlung Der Mann Moses und die monotheistische Religion erklärte Sigmund Freud die Bedeutung des bild- und namenlosen einen Gottes:

„Wir vermuten, daß Moses in diesem Punkt die Strenge der Atonreligion überboten hat… sein Gott hatte dann weder einen Namen noch ein Angesicht, vielleicht war es eine neue Vorkehrung gegen magische Mißbräuche. Aber wenn man dieses Verbot annahm, mußte es eine tiefgreifende Wirkung ausüben. Denn es bedeutete eine Zurücksetzung der sinnlichen Wahrnehmung gegen eine abstrakt zu nennende Vorstellung, einen Triumph der Geistigkeit über die Sinnlichkeit, strenggenommen einen Triebverzicht mit seinen psychologisch notwendigen Folgen. […] Es war gewiß eine der wichtigsten Etappen auf dem Wege der Menschwerdung.“

Auf die vergeistigende Wirkung des Bilderverbotes wies auch der Soziologe Max Weber in seinem Werk Wirtschaft und Gesellschaft hin:

„Die ursprünglich magisch bedingt gewesene jüdische Scheu vor dem ‚Bildnis und Gleichnis‘ deutet die Prophetie spiritualistisch aus ihrem absolut überweltlichen Gottesbegriff heraus um. Und irgendwann zeigt sich dann die Spannung der zentral ethisch religiösen Orientierung der prophetischen Religion gegen das ‚Menschenwerk‘, die aus dessen, vom Propheten aus gesehen, Scheinerlösungsleistung folgt. Die Spannung ist um so unversöhnlicher, je überweltlicher und gleichzeitig je heiliger der prophetisch verkündete Gott vorgestellt wird… Für uns ist nur wichtig die Bedeutung der Ablehnung aller eigentlich künstlerischen Mittel durch bestimmte, in diesem Sinn spezifisch rationale Religionen, in starkem Maße im Synagogengottesdienst und dem alten Christentum, dann wieder im asketischen Protestantismus. Sie ist, je nachdem, Symptom oder Mittel der Steigerung des rationalisierenden Einflusses einer Religiosität auf die Lebensführung. Daß das zweite Gebot geradezu die entscheidende Ursache des jüdischen Rationalismus sei, wie manche Vertreter einflußreicher jüdischer Reformbewegungen annehmen, geht wohl zu weit. Daß aber die systematische Verdammung aller unbefangenen Hingabe an die eigentlichen Formungswerte der Kunst, deren Wirksamkeit ja durch Maß und Art der Kunstproduktivität der frommen jüdischen und puritanischen Kreise genügend belegt ist, in der Richtung intellektualistischer und rationaler Lebensmethodik wirken muß, ist andererseits nicht im mindesten zu bezweifeln.“

## Kulturgeschichtliche Folgen: Bildersturm
Aufgrund des Bilderverbots wurden unzählige archäologisch wertvolle Kulturgüter und Werkzeuge in mehreren Epochen entweder abgerissen, zerschlagen oder verbrannt. Dabei wechselten Phasen des Abreißens und Wiederaufbauens je nach Herrscher und vorherrschender Religion. Auch heute noch sind Museen und Kunstwerke in Krisengebieten in Gefahr, aus religiösen Gründen zerstört zu werden. Siehe: Bildersturm und Bilderzerstörung, griechisch Ikonoklasmus, wie etwa Reformatorischer Bildersturm (1522–1566).

### Allgemein
- Jack Goody: Representations and Contradictions. Ambivalence Towards Images, Theatre, Fiction, Relics and Sexuality. Blackwell Publishers, London u. a. 1997, ISBN 0-631-20526-8.

### Judentum und Christentum
- Lexikon der christlichen Ikonographie. 8 Bände. Herder, Freiburg (Breisgau) 1994, ISBN 3-451-22568-9.
- Friedrich Christoph Schlosser: Geschichte der bilderstürmenden Kaiser des oströmischen Reichs. Mit einer Übersicht der Geschichte der frühern Regenten desselben. Varrentrapp, Frankfurt am Main 1812.
- Ign. Heinr. v. Wessenberg: Die christlichen Bilder, ein Beförderungsmittel des christlichen Sinnes. 2 Bände. Wallis, Konstanz 1845.
- Claus Bachmann: Vom unsichtbaren zum gekreuzigten Gott. Die Karriere des biblischen Bilderverbots im Protestantismus, in: Zeitschrift für Systematische Theologie und Religionsphilosophie Band 47 (2005), S. 1–34.
- Clemens Lüdtke: Die Bilderverehrung und die bildlichen Darstellungen in den ersten christlichen Jahrhunderten. Eine dogmatische und kunstgeschichtliche Programm-Abhandlung. Herder, Freiburg (Breisgau) 1874.
- Christoph Dohmen: Das Bilderverbot. Seine Entstehung und seine Entwicklung im Alten Testament. 2. durchgesehene und um ein Nachwort erweiterte Auflage. Athenäum, Frankfurt am Main 1987, ISBN 3-610-09100-2 (Bonner biblische Beiträge 62), (Zugleich: Bonn, Univ., Diss., 1984/85).
- Michael J. Rainer, Hans-Gerd Janßen u. a. (Hrsg.): Bilderverbot. Lit, Münster 1997, ISBN 3-8258-2795-X (Jahrbuch politische Theologie 2).
- Ingo Baldermann (Hrsg.): Die Macht der Bilder. Neukirchener Verlag, Neukirchen-Vluyn 1999, ISBN 3-7887-1685-1 (Jahrbuch für Biblische Theologie 13).
- Kalman P. Bland: The Artless Jew. Medieval and Modern Affirmations and Denials of the Visual. Princeton University Press, Princeton NJ 2000, ISBN 0-691-01043-9.
- Jérôme Cottin: Das Wort Gottes im Bild. Eine Herausforderung für die protestantische Theologie. Übersetzt aus dem Französischen von Marianne Mühlenberg. Mit einem Geleitwort von Horst Schwebel. Vandenhoeck & Ruprecht, Göttingen 2001, ISBN 3-525-56195-4.
- Eckhard Nordhofen (Hrsg.): Bilderverbot. Die Sichtbarkeit des Unsichtbaren. Schöningh, Paderborn u. a. 2001, ISBN 3-506-73784-8 (Ikon Bild + Theologie)
- Günter Frankenberg, Peter Niesen (Hrsg.): Bilderverbot. Recht, Ethik und Ästhetik der öffentlichen Darstellung. Lit, Münster 2004, ISBN 3-8258-6986-5 (Artikel 5. Bd. 1).
- Tallay Ornan: The Triumph of the Symbol. Pictorial Representation of Deities in Mesopotamia and the Biblical Image Ban. Academic Press u. a., Fribourg u. a. 2005, ISBN 3-7278-1519-1 (Orbis Biblicus et Orientalis 213), Inhaltsverzeichnis.
- Matthias Krieg, Martin Rüsch, Johannes Stückelberger, Matthias Zeindler (Hrsg.): Das unsichtbare Bild. Zur Ästhetik des Bilderverbots. Theologischer Verlag, Zürich 2005, ISBN 3-290-17365-8.
- Andreas Wagner u. a. (Hrsg.): Gott im Wort – Gott im Bild. Bilderlosigkeit als Bedingung des Monotheismus? Neukirchener-Verlag, Neukirchen-Vluyn 2005, ISBN 3-7887-2111-1.
- Jan Assmann: Was ist so schlimm an den Bildern? In: Bildersturm. Sammelband der Vorträge des „Studium Generale“ an der Ruprecht-Karls-Universität Heidelberg im Wintersemester 2003/2004. Universitätsverlag Winter, Heidelberg 2006, ISBN 3-8253-5172-6, S. 117–133. (online)

### Islam
- Rudi Paret: Das islamische Bilderverbot und die Schia. In: Erwin Gräf (Hrsg.): Festschrift Werner Caskel. Zum 70. Geburtstag, 5. März 1966. Brill, Leiden 1968, S. 224–232.
- Rudi Paret: Schriften zum Islam. Volksroman, Frauenfrage, Bilderverbot. Herausgegeben von Josef van Ess. Kohlhammer, Stuttgart u. a. 1981, ISBN 3-17-005981-5.
- Sabine Schiffer und Xenia Gleißner: Das Bild des Propheten. Der Streit um die Mohammed-Karikaturen. In: Gerhard Paul (Hrsg.): Das Jahrhundert der Bilder. 1949 bis heute. Vandenhoeck & Ruprecht, Göttingen 2008, ISBN 978-3-525-30012-1, S. 750–759.